# چلسی (منهتن)
چلسی (به انگلیسی: Chelsea) یک منطقهٔ مسکونی در ایالات متحده آمریکا است که در منهتن واقع شده‌است. چلسی ۳۸٬۲۴۲ نفر جمعیت دارد.